# برش (زمین‌شناسی)

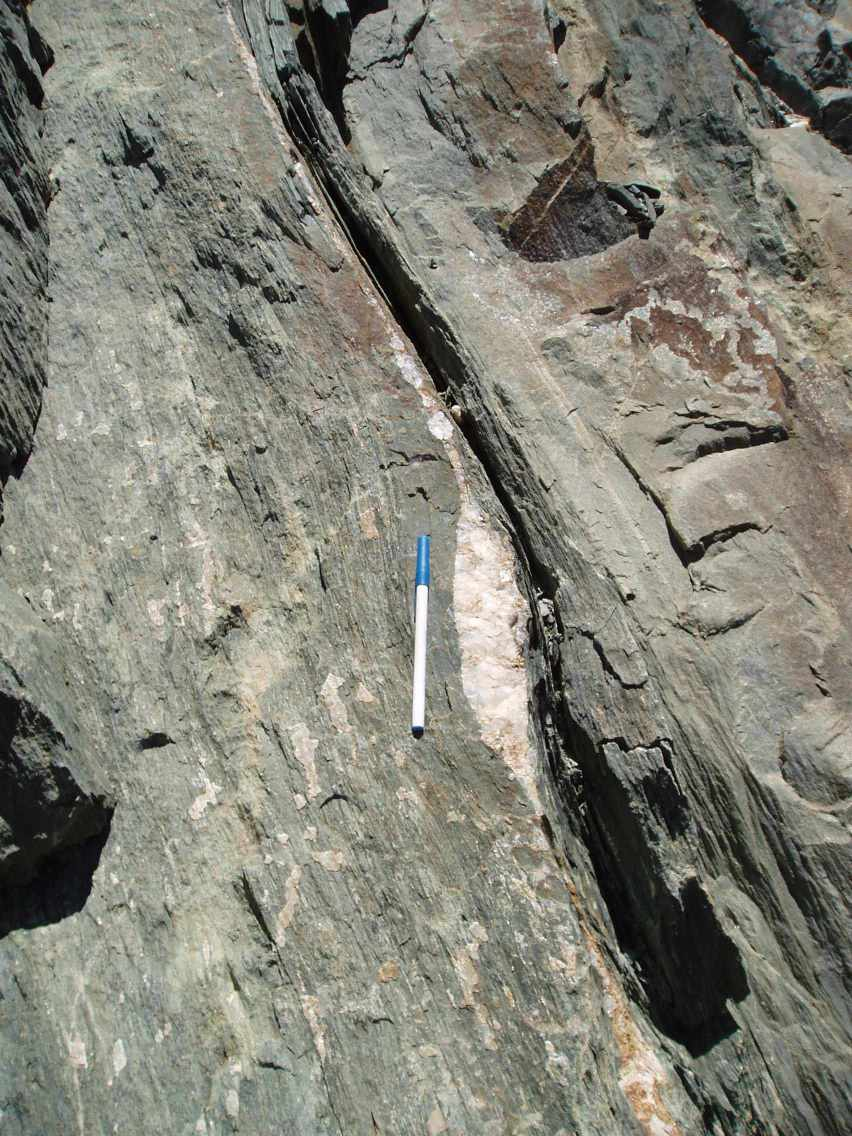
رگه کوارتز با حاشیه کششی که نشان‌دهنده برش گسل است. یک معدن طلا در استرالیای غربی.

برش (انگلیسی: Shear) در زمین‌شناسی به پاسخ سنگ به تغییر شکل گفته می‌شود که معمولاً بر اثر تنش فشاری روی داده و بافت‌های ویژه‌ای را پدید می‌آورد. برش ممکن است همگن یا ناهمگن باشد و می‌تواند به شکل برش خالص یا برش ساده روی دهد. مطالعه برش زمین‌شناختی در حیطه زمین‌شناسی ساختاری، ریزساخت سنگ یا بافت سنگ و مکانیک گسل است.
فرایند برشی در سنگ‌های ترد و شکل‌پذیر روی می‌دهد. تنش برشی در سنگ‌های ترد منجر به شکستگی سنگ‌ها و ایجاد گسل‌های ساده می‌شود.